# George Canning (politikus)
George Canning (London, 1770. április 11. – Chiswick (London mellett), 1827. augusztus 8.) angol tory politikus, miniszterelnök.

## Életpályája
Szüleit korán elvesztette, kereskedő bátyja neveltette. Oxfordban, ahol 1787-től tanult, barátságot kötött Liverpool gróffal és Pittel is megismerkedett. Egyetemi tanulmányai befejezése után ügyvéd lett Londonban, majd Pitt unszolására 1793-ban elfogadta a newporti parlamenti képviselőséget. Bár első parlamenti szereplése nem volt szerencsés, Pitt őt 1796-ban külügyminiszteri másodállamtitkárrá nevezte ki. Pitt későbbi (1801-1806) kormányában Canning a tengerészet vezetését vette át, pártfogójának halála után pedig az ellenzék közé állt és 1807-ben a Fox halála után alakított herceg Portland-féle minisztériumban a külügyi tárcát vállalta el. Ő bombáztatta Koppenhágát, ő vette el békeidőben a dán flottát és ő kötötte meg 1809-ben a spanyol Juntával a szövetséget. Ugyanez évben összeveszett lord Castlereagh hadügyminiszterrel; a dolog párbajra került és emiatt mindketten kiváltak a kormányból. Miután 1814-ben mint lisszaboni követ működött, 1815-ben visszatért Angliába és 1816-ban a táblairányítás elnöke lett, 1820-ban azonban a Karolina királynő hírhedt házasságtörési pere miatt (akivel Canning is jó barátságban élt) elhagyta Angliát, a per folyása alatt leginkább Franciaországban tartózkodott és visszatérve, hivataláról lemondott. 1822-ben Castlereagh öngyilkossága következtében átvette a külügyi kormányt, végképp szakított az ekkor Európa-szerte divatozott abszolutisztikus és reakcionárius iránnyal és pártfogolta a dél-amerikai spanyol telepesek felkelését. Liverpool betegsége után (1827) a kormány élére állt és nehéz küzdelmet vívott az arisztokrácia ellen, mely az ő győzelmével végződött. A brit politika függetlenné vált a szent szövetség kabinet-politikájától, a világkereskedelem pedig a prohibitív-rendszer fokozatos megszüntetésével fellendült. Önzetlenségét bizonyítja, hogy dacára fényes állásainak, szegényen halt meg. Özvegyének a parlament 1838-ban évi 3000 font sterling járadékot szavazott meg.